# We Need Love
We Need Love – trzeci single album południowokoreańskiej grupy STAYC, który został wydany 19 lipca 2022 roku.
W pierwszym tygodniu sprzedaży sprzedano ponad 200 tys. egzemplarzy.

## Historia wydania
30 czerwca wytwórnia High Up Entertainment, potwierdziła, że grupa powróci w lipcu. Wkrótce po ogłoszeniu, 1 lipca, zostało udostępnione pierwsze zdjęcie promujące singel oraz informacja, kiedy zostanie wydany. Natomiast pierwsza zapowiedź wideo ich nadchodzącego powrotu z „WE NEED LOVE” ukazała się 4 lipca. 6 lipca opublikowano harmonogram ich nadchodzącego powrotu. Od 7 do 13 lipca w każdy kolejny dzień wydawane były zdjęcia koncepcyjne, na pierwszym z nich znalazła się liderka grupy Sumin następnie Sieun, Isa, J, Yoon, Seeun, jako ostatnie pojawiło się wspólne zdjęcie grupy. 15 lipca na kanale youtube grupy udostępniono fragmenty wszystkich piosenek z singla, na którym znalazły się trzy nowe utwory oraz remiks piosenki „Run2U” z ich drugiego minialbumu „Young-Luv.com”. 18 lipca pojawił się zwiastun teledysku do nadchodzącego utworu tytułowego „Beautiful Monster”. 19 lipca odbyła się prezentacja singla, który został wydany.

## Promocja
Przed wydaniem single album STAYC zorganizowało prezentację na żywo, aby go zaprezentować i porozmawiać z fanami.

## Lista utworów
| CD | CD                  | CD               | CD                     | CD            | CD      |
| Nr | Tytuł utworu        | Tekst            | Kompozycja             | Aranżacja     | Długość |
| -- | ------------------- | ---------------- | ---------------------- | ------------- | ------- |
| 1. | „Beautiful Monster” | B.E.P, Jeon goon | B.E.P, FLYT            | Rado, FLYT    | 3:01    |
| 2. | „I Like It”         | B.E.P, Jeon goon | B.E.P, Jeon goon       | Rado          | 2:39    |
| 3. | „Love”              | B.E.P, Jeon goon | B.E.P, FLYT            | FLYT          | 3:07    |
| 4. | „Run2U (TAK Remix)” | B.E.P, Jeon goon | B.E.P, Jeon goon, FLYT | TAK (NEWTYPE) | 3:32    |

## Notowania
| Lista                     | Najwyższa pozycja | Przy.  |
| ------------------------- | ----------------- | ------ |
| Korea Południowa (Circle) | 2                 | [ 13 ] |

| Lista                     | Najwyższa pozycja | Przy.  |
| ------------------------- | ----------------- | ------ |
| Korea Południowa (Circle) | 10                | [ 14 ] |

| Lista                     | Najwyższa pozycja | Przy.  |
| ------------------------- | ----------------- | ------ |
| Korea Południowa (Circle) | 53                | [ 15 ] |

## Certyfikaty i sprzedaż
| Region                  | Certyfikat | Sprzedaż | Przy.         |
| ----------------------- | ---------- | -------- | ------------- |
| Korea Południowa (KMCA) | Platyna    | 261 827  | [ 16 ] [ 17 ] |

## Nagrody
Programy muzyczne
| Piosenka          | Rok  | Data     | Stacja telewizyjna | Program  |
| ----------------- | ---- | -------- | ------------------ | -------- |
| Beautiful Monster | 2022 | 26 lipca | SBS MTV            | The Show |